# 바이올린 협주곡 라단조 (멘델스존)
《바이올린과 현악 오케스트라를 위한 협주곡 라단조》(독일어: Konzert d-Moll für Violine und Streichorchester)는 펠릭스 멘델스존이 어린 소년이었던 1821년부터 1823년까지 작곡한 관악기 없이 바이올린과 현악 오케스트라만을 위한 협주곡이며 3개 악장으로 구성된다. Opus(Op. 번호)는 없고 MWV(de)로는 MWV O 3이다. 그의 사후에 아내 체칠레(de)가 원고를 바이올리니스트 페르디난트 다비트(de)에게 주었는데 다비트가 멘델스존의 마단조 협주곡을 연주했던 것은 확실하지만 이 라단조 협주곡도 연주했는지는 불명하다. 그 후 오랫동안 연주되지 않다가, 1952년 바이올리니스트 예후디 메뉴인이 발굴, 초연했다.
악장별 연주시간은 약 8~10분, 8~9분, 4분이다.

## 구성
1. Allegro
2. Andante
3. Allegretto